# Kup maršala Tita 1975./76.
Kup maršala Tita 1975./76., također poznat kao Kup Jugoslavije u nogometu 1975./76., bila je dvadeset i osma sezona Kupa Jugoslavije u nogometu nakon Drugog svjetskog rata.

U natjecanju je sudjelovalo tisuće timova: iz republičkih kupova plasirao se 14 momčadi koje su se pridružile 18 prvoligaškim klubovima u nacionalnom kupu kojim upravlja FSJ. Započeo je 3. rujna 1975., a završio 25. svibnja 1976.
Nakon dva izdanja održana u jesenskom terminu (od kolovoza do studenog, s finalom 29., za Dan Republike), vraćen je uobičajeni tijek od rujna do svibnja, s finalom na Dan mladosti, odnosno 25.
Trofej je osvojio splitski Hajduk (četvrti uzastopni uspjeh), svladavši u finalu zagrebački Dinamo. Splićanima je to bio peti naslov u ovom natjecanju.

Zahvaljujući uspjehu, Hajduk je ostvario plasman u Kup pobjednika kupova 1976./77.

## Sudionici
18 sudionika Prve savezne lige 1974./75. kvalificiralo se direktno. Ostalih 14 ekipa (u žutom) plasirale su se kroz republičke kupove.
| rang         | Slovenija            | Hrvatska                                | Bosna i Hercegovina                                                    | Srbija               | Srbija                                                                        | Srbija     | Crna Gora        | Makedonija          |
| rang         | Slovenija            | Hrvatska                                | Bosna i Hercegovina                                                    | Vojvodina            | Središnja Srbija                                                              | Kosovo     | Crna Gora        | Makedonija          |
| ------------ | -------------------- | --------------------------------------- | ---------------------------------------------------------------------- | -------------------- | ----------------------------------------------------------------------------- | ---------- | ---------------- | ------------------- |
| 1. rang      | - Olimpija Ljubljana | - Dinamo Zagreb - Hajduk Split - Rijeka | - Čelik Zenica - Sarajevo - Sloboda Tuzla - Velež Mostar - Željezničar | - Vojvodina          | - OFK Beograd - Crvena zvezda - Partizan - Radnički Kragujevac - Radnički Niš |            |                  | - Vardar Skoplje    |
| 2. rang      |                      | - Osijek - Zagreb                       | - Famos Hrasnica - Jedinstvo Bihać                                     | - Proleter Zrenjanin | - Bor - Radnički Pirot - Šumadija Aranđelovac                                 | - Priština | - Lovćen Cetinje |                     |
| 3. rang      | - Mura               | - Istra                                 |                                                                        | - Cement Beočin      | - Timok Zaječar                                                               |            |                  |                     |
| Niži rangovi |                      |                                         |                                                                        | - AFK Ada            |                                                                               |            |                  | - Vardar Skoplje II |

## Šesnaestina završnice
Utakmice odigrane 3. rujna 1975.
| Domaći sastav           |   | Gostujući sastav       | Rezultat       | Strijelci                                                                          |
| ----------------------- | - | ---------------------- | -------------- | ---------------------------------------------------------------------------------- |
| FK Sarajevo (Sarajevo)  | – | NK Zagreb (Zagreb)     | 0:4            | 0:1 Kovačić (pen), 0:2 Kovačić, 0:3 Čerček, 0:4 Rukljač                            |
| Vardar II (Skoplje)     | – | Mura (Murska Sobota)   | 4:1            | 1:0 Krstevski, 2:0 Krstevski (pen), 3:0 Bogoevski, 3:1 Blašković, 4:1 Lazarevski   |
| NK Osijek (Osijek)      | – | Radnički (Niš)         | 0:1            | Vojinović                                                                          |
| Jedinstvo (Bihać)       | – | Radnički (Pirot)       | 1:3            | 1:0 Busić, 1:1 Radović, 1:2 Pavlović, 1:3 Vučković                                 |
| Olimpija (Ljubljana)    | – | Hajduk (Split)         | 0:1            | Buljan (pen)                                                                       |
| Timok (Zaječar)         | – | Željezničar (Sarajevo) | 0:2            | 0:1 Berjan, 0:2 Jelušić                                                            |
| Vojvodina (Novi Sad)    | – | Cement (Beočin)        | 5:1            | 1:0 Vučeković, 2:0 Srdanović, 3:0 Ivezić, 4:0 Ivezić, 5:0 Ivezić, 5:1 Drapić (pen) |
| FK Priština (Priština)  | – | Istra (Pula)           | 2:3            | 0:1 Maras, 0:2 Ignjatić, 1:2 Kostić, 2:2 Dončić, 2:3 Maras                         |
| Crvena zvezda (Beograd) | – | NK Rijeka (Rijeka)     | 3:1            | 1:0 Jelikić, 2:0 Filipović, 3:0 Andrejević, 3:1 Makin                              |
| Lovćen (Cetinje)        | – | Proleter (Zrenjanin)   | 2:1            | 1:0 Bušković, 1:1 Savić, 2:1 Radonjić                                              |
| OFK Beograd (Beograd)   | – | Dinamo (Zagreb)        | 0:2            | 0:1 Vabec, 0:2 Zajec                                                               |
| Šumadija (Aranđelovac)  | – | FK Bor (Bor)           | 1:1 (5:4 pen.) | 0:1 S.Komljenović, 1:1 Pejović                                                     |
| Čelik (Zenica)          | – | Partizan (Beograd)     | 1:0            | Peleš                                                                              |
| Sloboda (Tuzla)         | – | AFK (Ada)              | 5:0            | 1:0 Mulahasanović, 2:0 Kovačević, 3:0 Jašarević, 4:0 Mulahasanović, 5:0 Kovačević  |
| Famos (Hrasnica)        | – | Vardar (Skoplje)       | 2:0            | 1:0 Ćosić, 2:0 Šumar                                                               |
| Velež (Mostar)          | – | Radnički (Kragujevac)  | 2:1            | 0:1 Panić, 1:1 Vukoje, 2:1 Vukoje                                                  |

## Osmina završnice
Utakmice odigrane 23. rujna 1975.
| Domaći sastav          |   | Gostujući sastav        | Rezultat    | Strijelci                                                                                                  |
| ---------------------- | - | ----------------------- | ----------- | --- |
| Željezničar (Sarajevo) | – | Čelik (Zenica)          | 1:0         | Avdukić |
| Vojvodina (Novi Sad)   | – | Vardar II (Skoplje)     | 3:1 (prod.) | 0:1 Paunovski, 1:1 Stakić, 2:1 Ivezić, 3:1 Pavković                                                        |
| Radnički (Pirot)       | – | Crvena zvezda (Beograd) | 4:2         | 1:0 Raičević, 2:0 Radović, 2:1 Filipović, 3:1 Bošković, 4:1 Radović, 4:2 Filipović                         |
| Dinamo (Zagreb)        | – | Sloboda (Tuzla)         | 3:1         | 1:0 Vabec, 2:0 Vabec, 3:0 Kranjčar, 3:1 Mulahasanović                                                      |
| Istra (Pula)           | – | Famos (Hrasnica)        | 0:1         | Ćosić |
| Radnički (Niš)         | – | Hajduk (Split)          | 1:6         | 0:1 Jovanić, 1:1 Stanković, 1:2 Mužinić, 1:3 Šurjak, 1:4 Muzinić, 1:5 Žungul, 1:6 Jerković                 |
| Šumadija (Aranđelovac) | – | Lovćen (Cetinje)        | 5:2         | 1:0 Pejović, 2:0 Plećević, 3:0 Plećević, 3:1 Radonjić (pen), 4:1 Plećević, 5:1 Radosavljević, 5:2 Stešević |
| NK Zagreb (Zagreb)     | – | Velež (Mostar)          | 1:0         | Čerček |

## Četvrtzavršnica
Utakmice odigrane 28. veljače 1976.
| Domaći sastav      |   | Gostujući sastav       | Rezultat       | Strijelci                              |
| ------------------ | - | ---------------------- | -------------- | -------------------------------------- |
| NK Zagreb (Zagreb) | – | Željezničar (Sarajevo) | 2:1            | 0:1 S. Kojović, 1:1 Kafka, 2:1 Rukljač |
| Famos (Hrasnica)   | – | Vojvodina (Novi Sad)   | 0:0 (5:4 pen.) |                                        |
| Hajduk (Split)     | – | Šumadija (Aranđelovac) | 1:0 (prod.)    | Mijač                                  |
| Dinamo (Zagreb)    | – | Radnički (Pirot)       | 2:0            | 1:0 Kranjčar, 2:0 Vabec                |

## Poluzavršnica
Utakmice odigrane 7. travnja 1976.
| Domaći sastav      |   | Gostujući sastav | Rezultat | Strijelci                                                                     |
| ------------------ | - | ---------------- | -------- | ----------------------------------------------------------------------------- |
| NK Zagreb (Zagreb) | – | Dinamo (Zagreb)  | 2:4      | 0:1 Vabec, 0:2 Kranjčar, 0:3 Mustedanagić, 1:3 Čerček, 1:4 Tukša, 2;4 Lipovac |
| Hajduk (Split)     | – | Famos (Hrasnica) | 2:0      | 1:0 Mijač, 2:0 Jerković (pen)                                                 |

## Završnica

### Susret
| 25. svibnja 1976. |             |               |                                                                                       |
| Hajduk Split      | 1:0 (prod.) | Dinamo Zagreb | Stadion Crvena zvezda, Beograd Broj gledatelja: 60.000 Sudac: Marijan Rauš (Varaždin) |
| Šurjak 105'       | (izvještaj) |               | Stadion Crvena zvezda, Beograd Broj gledatelja: 60.000 Sudac: Marijan Rauš (Varaždin) |

| Hajduk | Dinamo |

| HAJDUK SPLIT: |    |                 |        |
|               |    |                 |        |
| G             | 1  | Ivan Katalinić  |        |
| B             | 2  | Mario Boljat    |        |
| B             | 3  | Vedran Rožić    | Izašao |
| B             | 4  | Šime Luketin    |        |
| B             | 5  | Luka Peruzović  |        |
| B             | 6  | Ivan Buljan     |        |
| N             | 7  | Slaviša Žungul  |        |
| V             | 8  | Dražen Mužinić  |        |
| V             | 9  | Željko Mijač    | Izašao |
| N             | 10 | Jurica Jerković |        |
| V             | 11 | Ivica Šurjak    |        |
| Izmjene:      |    |                 |        |
| B             | ?  | Vilson Džoni    | Ušao   |
| V             | ?  | Vančo Balevski  | Ušao   |
| Trener:       |    |                 |        |
| Tomislav Ivić |    |                 |        |

| DINAMO ZAGREB: |    |                     |        |
|                |    |                     |        |
| G              | 1  | Želimir Stinčić     |        |
| B              | 2  | Srećko Huljić       |        |
| B              | 3  | Čedomir Jovičević   |        |
| V              | 4  | Velimir Zajec       |        |
| V              | 5  | Filip Blašković     |        |
| B              | 6  | Ivica Miljković     |        |
| N              | 7  | Ivica Senzen        |        |
| B              | 8  | Džemal Mustedanagić |        |
| N              | 9  | Zlatko Kranjčar     |        |
| V              | 10 | Rajko Janjanin      | Izašao |
| N              | 11 | Dragutin Vabec      |        |
| Izmjene:       |    |                     |        |
| N              | ?  | Mario Bonić         | Ušao   |
| Trener:        |    |                     |        |
| Mirko Bazić    |    |                     |        |

## Poveznice
- Prva savezna liga 1975./76.
- Druga savezna liga 1975./76.
- 3. ligaški rang 1975./76.

## Vanjske poveznice
- Fudbalerko Nogometović istražuje: Sezona 1975/76 – u kupu ništa novo!
- RSSSF
- Jugoslavija - Detalji finala Kupa 1947.-2001
- exyufudbal.in.rs
- lavkup.com
- bihsoccer.com